# Vologèse VI
Pour les articles homonymes, voir Vologèse.
Vologèse VI est un roi arsacide des Parthes ayant régné de 207 à 222/223.

## Biographie
Après la mort de Vologèse V, ses fils entrent en conflit pour s'assurer le trône. C'est Vologèse, le fils aîné, qui semble s'imposer. Caracalla met à profit ce conflit qui affaiblit l'Empire parthe pour entrer en guerre sous le prétexte que Vologèse refuse de lui livrer Tiridate et un certain Antiochus de Cilicie, philosophe cynique,. La guerre avec Rome se poursuit ensuite sous Artaban V.
En effet, Vologèse VI perd son titre de « Grand-Roi » après une guerre civile de quatre ans (208 à 212) lorsqu'il est renversé par son frère Artaban V, qui a rallié à lui les grands féodaux. Il continue toutefois à émettre des monnaies jusqu'en 228.